# 辛瑾
辛瑾（533年—591年12月8日），字明瑾，陇西郡狄道县（今甘肃省定西市临洮县）人，北周、隋朝官员。

## 生平
辛瑾涉猎百家之书，特别重视军事著作，箭术高超，以周孝闵帝直寝为起家官，转任齐王府乐曹参军、冯翊郡功曹，屡次跟随齐王宇文宪东征北齐有军功。建德四年（575年）七月，辛瑾随宇文宪东征，获胜后出任大都督、使持节、仪同三司、齐王府属。建德七年（578年），辛瑾因为平定北齐的功勋加开府仪同三司，封博陵县开国侯。大象二年（580年），辛瑾因平定尉迟迥的功勋加大将军，封崇政县开国公，食邑一千户，很快转封弘农郡开国公。开皇三年（583年），辛瑾跟随卫王杨爽北征突厥，隶属于行军元帅于仲文。于仲文率军从服远镇出发，遇到了突厥军，将敌人击败，斩首一千多级，缴获的牲畜超过一万头。隋军又从金河出白道，于仲文派遣行军总管辛瑾、元滂、贺兰志、吕楚、段谐等二万人从盛乐道出发，直趋那颉山。抵达护军川北面的时候，隋军与突厥相遇，突厥可汗见到于仲文军容整肃，没有交战就后退。辛瑾因为有军功，获得特殊的赏赐。开皇九年（589年），交州李春起兵反叛，辛瑾率军前往平乱。开皇十一年十月十七日（591年12月8日），辛瑾在战场阵亡，虚岁五十九。开皇十一年十二月二日（591年12月22日），辛瑾的棺木送回京城，隋文帝停止朝会，公卿前往吊唁，隋文帝诏令赐予丝织品二百段，米二百斛。开皇十四年正月廿六日（594年2月21日），辛瑾葬于雍州长安县合交乡高阳原。

## 墓志
辛瑾墓志出土西安市长安区，志石今存民间。志文29行，满行29字，正书，有方界格。志石拓片长57厘米、宽57.5厘米。

## 家庭

### 祖父
- 辛灵安，散骑常侍、赠秦州刺史[5]

### 父亲
- 辛景亮，使持节、车骑大将军、仪同三司、散骑常侍、云阳县开国子[5]

### 子女
- 辛公度，世子[5]